# Acutalis fusconervosa
Acutalis fusconervosa är en insektsart som beskrevs av Leon Fairmaire. Acutalis fusconervosa ingår i släktet Acutalis och familjen hornstritar. Inga underarter finns listade i Catalogue of Life.